# Houari Manar
Houari Manar (en árabe: هواري منار‎; nacido Houari Madani, هواري مدني; 18 de diciembre de 1981 - 7 de enero de 2019) fue un cantante de raï argelino, cuya popularidad se extendía desde su país natal hasta los países vecinos del Magreb y el Mediterráneo, llegando incluso a tener un gran reconocimiento en Francia.

## Biografía
Houari Manar, nacido como Houari El Madani en Orán, creció en una familia numerosa con doce hermanos y hermanas. Su madre era una célebre cantante meddahate, conocida por su interpretación de música folclórica tradicional en festivales y bodas. Dos de sus hermanos, Cheb Massaro y Cheb Larbi, también siguieron el camino de la música raï. La familia se trasladó a Marsella, Francia, cuando él apenas tenía cuatro años. Durante su juventud, encontró inspiración en artistas como Celine Dion, Mariah Carey y Francis Cabrel.

## Carrera
En 2003, Manar regresó a Argelia para comenzar una carrera como cantante de raï; una forma de música folclórica argelina que se remonta a la década de 1920.  Grabó dos sencillos de éxito, «Cha dani bent nass» y «Kima ndirlek ma terdhach» con el sello Edition Saint Crépain. En 2006 grabó su primer álbum, Aâchkek mon traitement, con Cheb Kader. El álbum era una mezcla de raï optimista y música pop moderna.  
Manar se hizo muy popular en todo el Mediterráneo y provocó cierta controversia durante su carrera. En 2014, durante el mes sagrado musulmán del Ramadán, fue fotografiado besando a otro hombre en un local de música en Argel donde actuaba, lo que enfureció a los fundamentalistas religiosos. El organizador del concierto tuvo que pedir disculpas a quienes se sintieron ofendidos y la actuación posterior de Manar fue cancelada. La carrera de Manar continuó sufriendo la reacción contra su personalidad extravagante y su homosexualidad apenas velada. En 2017, debía actuar en un evento organizado por la Oficina Nacional de Cultura e Información con motivo del sexagésimo tercer aniversario del inicio de la guerra de Independencia de Argelia. Cuando se publicó la noticia de su participación, su próxima actuación generó una renovada controversia en las redes sociales y luego fue eliminado de la lista de artistas. Posteriormente se le prohibió actuar en estaciones de televisión tanto estatales como privadas en Argelia. 
Aunque algunas de sus canciones aluden fuertemente a su homosexualidad,  Manar nunca se declaró gay públicamente (aunque nunca lo negó) y se defendió de las críticas, diciendo a Le Monde en 2015: «Mi raï es un raï adecuado. Todo lo que canto Canto delante de familias, de niños y de ancianos. No soy de esas personas que cantan sobre vulgaridades. Soy un artista respetado».

## Fallecimiento
El 7 de enero de 2019, Manar falleció de un infarto en una clínica privada en Hydra mientras se sometía a una liposucción. Tenía 37 años. 

## Discografía
- Aâchkek mi trato (2006)
- Zaâzat biya sass el mahna (2007)
- Bastante (2015)
- Wala fel ahlem we ygoulek je t'aime (2018)
- Ana li gabertah (2018)